# Anton Schulz
Anton Schulz (* vor 1920; † nach 1946) war ein deutscher Politiker und Landtagsabgeordneter der KPD in Nordrhein-Westfalen.
Schulz gehörte in den frühen 1920er-Jahren dem Stadtrat der Stadt Lünen an. In der ersten Ernennungsperiode vom 2. Oktober 1946 bis 19. Dezember 1946 war er Mitglied des ernannten Landtags von Nordrhein-Westfalen. 